# Pavagada
Pavagada (o Pavugada) è una suddivisione dell'India, classificata come town panchayat, di 28.036 abitanti, situata nel distretto di Tumkur, nello stato federato del Karnataka. In base al numero di abitanti la città rientra nella classe III (da 20.000 a 49.999 persone).

## Geografia fisica
La città è situata a 14° 5' 60 N e 77° 16' 0 E e ha un'altitudine di 645 m s.l.m..

## Società

### Evoluzione demografica
Al censimento del 2001 la popolazione di Pavagada assommava a 28.036 persone, delle quali 14.406 maschi e 13.630 femmine. I bambini di età inferiore o uguale ai sei anni assommavano a 3.360, dei quali 1.699 maschi e 1.661 femmine. Infine, coloro che erano in grado di saper almeno leggere e scrivere erano 18.716, dei quali 10.629 maschi e 8.087 femmine.